# Va Doux Vent
Va Doux Vent was een restaurant met een Michelinster in het Belgische Ukkel. De chef-koks waren Romain Mouton en Stefan Jacobs; Gontran Buyse was gastheer en sommelier.

## Geschiedenis
Her restaurant opende in 2011, op de plaats waar vroeger het restaurant Bon-bon van Christophe Hardiquest gevestigd was.
De twee keukenchefs leerden elkaar kennen in het toprestaurant Sea Grill van Yves Mattagne; de gastheer-sommelier was afkomstig van het eveneens Brusselse restaurant Comme Chez Soi. Het restaurant sloot op 11 juli 2015.
Het restaurant werd overgenomen door Laure Genonceaux onder de naam Brinz'l, voorheen chef van Le Fourneau aan het Sint-Katelijneplein, vervolgens sous-chef in het tweesterrenrestaurant Bon-bon (locatie Tervurenlaan, niet op zijn oude plek hier).

### Waardering
In de gids van GaultMillau werd het restaurant voor het eerst opgenomen in 2012 en kreeg het restaurant een notatie van 13 op 20; in de gids van 2013, verschenen op 12 november 2012, kreeg het 14 op 20. Een week later, op 19 november 2012, kende Michelin het restaurant een eerste Michelinster toe in de gids voor 2013 (in die voor 2012 werd het voor het eerst in die gids vermeld).